# ۱۸ نوامبر
۱۸ نوامبر در تقویم گرگوری، سیصد و بیست و دومین (در سال‌های کبیسه سیصد و بیست و سومین) روز سال است. ۴۳ روز تا پایان سال باقی است.

## وقایع
- ۳۲۶- پطرس پیر مقدس کلیسا تقدیس شد.
- ۱۰۹۵-انجمن کلرمونت آغاز به کار کرد. (این انجمن که توسط پاپ اوربان دوم نامگذاری شد در مورد فرستادن اولین نهضت صلیبی(first crusade) به سرزمین مقدس به بحث می‌پرداخت)
- ۱۳۰۲-پاپ بونیفیس هشتم مرکز مقدس پاپی، papal bull unam sanctam، را بنیان‌گذاری می‌کند.
- ۲۰۱۳-مریخ - پرتاب ماهواره ماون بدست ناسا[۱]

## زادروزها
- ۱۷۸۷ - لوئی داگر، مخترع فرانسوی
- ۱۹۴۰ - سلطان قابوس، پادشاه کشور عمان از ۱۹۷۰ تا ۲۰۲۰
- ۱۹۲۵ - عباس ترجمان، زبان‌شناس، شاعر و مترجم ایرانی عراقی